# Germagny
Germagny é uma comuna francesa na região administrativa de Borgonha-Franco-Condado, no departamento Saône-et-Loire. Estende-se por uma área de 3,46 km². Em 2010 a comuna tinha 205 habitantes (densidade: 59,2 hab./km²).